# Gymnothorax obesus
Gymnothorax obesus és una espècie de peix de la família dels murènids i de l'ordre dels anguil·liformes.

## Morfologia
Els mascles poden assolir els 180 cm de longitud total.

## Distribució geogràfica
Es troba a Austràlia i Nova Zelanda.